# Ablemma prominens
Ablemma prominens là một loài nhện trong họ Tetrablemmidae.
Loài này thuộc chi Ablemma. Ablemma prominens được Tong & Li miêu tả năm 2008.